# Tokyo Jungle
Tokyo Jungle (jap. トーキョー ジャングル Tōkyō Janguru) – gra akcji stworzona przez PlayStation C.A.M.P. i Crispy's oraz wydana przez Sony Computer Entertainment wyłącznie na konsolę PlayStation 3. Akcja gry toczy się w opustoszałej, futurystycznej Japonii, w której miasta zamieniły się w niebezpieczne i dzikie pustkowia. Premiera Tokyo Jungle miała miejsce w Japonii 7 czerwca 2012 roku. Podczas wywiadu przeprowadzonego przez Joystiq na E3 2012 Scott Rohde z Sony potwierdził wydanie gry także w Ameryce Północnej i Europie. Premiera gry nastąpiła 25 września 2012 roku w usłudze PlayStation Network.

## Fabuła
W bliżej nieokreślonej przyszłości rasa ludzka opuszcza Ziemię, pozostawiając zwierzęta samym sobie. Niegdyś tłoczne ulice Tokio są teraz domem dla lwów, kur, gazeli i wielu innych zwierząt. Wszystkie z nich walczą o przetrwanie.

## Rozgrywka
W grze Tokyo Jungle dostępne są dwa tryby rozgrywki: Story i Survival.
W trybie Story (opowieść) gracz wykonuje misje związane z różnymi zwierzętami. W końcu doprowadzi go to do odkrycia prawdy o tajemniczym zniknięciu ludzi. Psy pomeraniany są kluczowymi postaciami w historii.
W trybie Survival (przetrwanie) gracz przejmuje kontrolę nad zwierzęciem i walczy o przetrwanie z innymi zwierzętami tak długo, jak to tylko możliwe. Mniejsze zwierzęta walczą w grupie, a walkę z większymi zwierzętami mogą wygrać nawet, gdy walkę przetrwa tylko jeden członek grupy. W Tokyo Jungle zawarty jest internetowy ranking graczy, dzięki któremu mogą porównywać swoje wyniki z innymi.
Gracz może uformować stado, co sprawi, że grając zwierzętami roślinożernymi nie będzie w gorszej sytuacji.
W grze jest około 50 ras i 80 rodzajów zwierząt. Wśród nich są takie zwierzęta jak: pomeranian, lew, krokodyl, tygrys, żyrafa, hipopotam, słoń, gepard, szympans, gazela, kura domowa, pies beagle, dilofozaur, hiena, jeżozwierz, struś, jeleń wirginijski. Wraz z postępami gracza, odblokowane zostają dodatkowe zwierzęta.
W sklepie PlayStation Store dostępne są do nabycia następujące postacie: australijski silky terier, smilodon, AIBO, ostatni człowiek, biały i czarny pomeranian, kot domowy, panda wielka, kangur.